# Go, Man, Go !
Pour plus de détails, voir Fiche technique et Distribution.
Go, Man, Go ! est un film américain réalisé par James Wong Howe, sorti en 1954.

## Fiche technique
- Titre : Go, Man, Go !
- Réalisation : James Wong Howe
- Scénario : Alfred Palca
- Photographie : William O. Steiner
- Montage : Faith Hubley
- Musique : Alex North
- Pays d'origine : États-Unis
- Format : Noir et blanc - 1,37:1
- Genre : drame
- Durée : 82 minutes
- Date de sortie : 1954

## Distribution
- Dane Clark : Abe Saperstein
- Patricia Breslin : Sylvia Franklin Saperstein
- Sidney Poitier : Inman Jackson
- Slim Gaillard : Lui-même
- Globetrotters de Harlem : Eux-mêmes
- Marty Glickman : Lui-même
- Ruby Dee : Irma Jackson